# Радиолиз
Радио́лиз — разложение химических соединений под действием ионизирующих излучений. При радиолизе могут образовываться как свободные радикалы, так и отдельные нейтральные молекулы. Радиолиз в рассматриваемом контексте следует отличать от фотолиза, формально приводящего к тем же результатам для менее прочных химических связей, например для случаев фоторазложения бинарных молекул хлора под действием ультрафиолета или разложения либо полимеризации фоторезиста при засветке.
Примером радиолиза может служить распад молекулы воды под действием альфа-излучения по следующей схеме:
{\displaystyle {\mathsf {H_{2}O\rightarrow H_{2}O*\rightarrow H\cdot +HO\cdot }}}
{\displaystyle {\mathsf {2H\cdot \rightarrow H_{2}}}}
{\displaystyle {\mathsf {2HO\cdot \rightarrow H_{2}O_{2}}}}
{\displaystyle {\mathsf {H_{2}O_{2}+HO\cdot \rightarrow HO_{2}\cdot +H_{2}O}}}
{\displaystyle {\mathsf {HO_{2}\cdot +H_{2}O_{2}\rightarrow H_{2}O+HO\cdot +O_{2}}}}

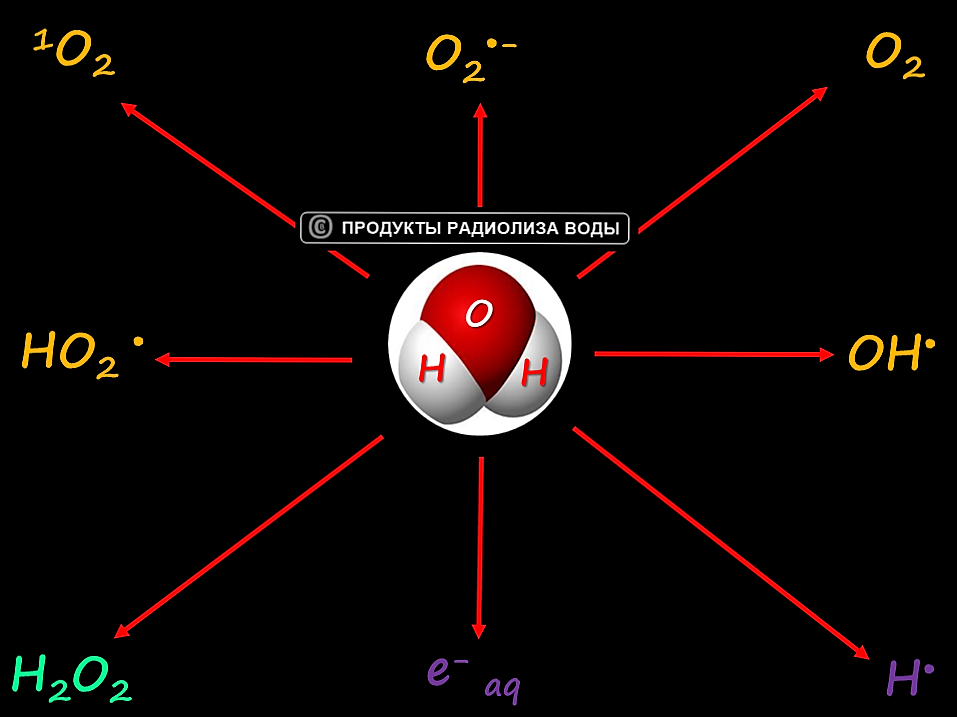
Продукты радиолиза воды

Продукты радиолиза по треку ионизирующей частицы образуют (в зависимости от энергии вторичного электрона) шпуры (шпоры), блобы и другие кластеры ионизации.
Радиолиз может радикально смещать равновесие химических реакций, инициировать и катализировать прохождение реакций, в иных условиях невозможных.
Радиолиз изучается радиационной химией и имеет прикладное значение применительно к первичным радиобиологическим процессам в радиобиологии.
Количественной характеристикой радиолиза является величина радиационно-химического выхода.

## Применение
- Хотя энергии электронов и фотонов обычно слишком малы для разложения воды и выделения молекулярного водорода, их использование для получения водорода и гидрида бора все равно является перспективным в связи с относительной лёгкостью получения;
- Избыток гидроксильных радикалов предохраняет охладительные системы легководных реакторов от коррозии.
- Существует теория[2], что радиолиз внёс существенный вклад в наполнение земной атмосферы кислородом.
- Существуют бактерии[3], которые используют процесс радиолиза для получения молекулярного водорода.
- Радиационный распад молекул аминокислот, белков, цепочек рибонуклеиновых кислот, взаимодействие продуктов радиолиза воды с крупными органическими молекулами определяют возникновение и протекание лучевой болезни, повреждений в генном аппарате живых организмов.
- Радиолиз гексафторида плутония с выделением элементного фтора, вызванный α-излучением плутония, позволяет эффективно фторировать неорганические и органические соединения.

## Методы
- Импульсный радиолиз — это метод инициации быстрых реакций, проходящих быстрее чем за 100 микросекунд. Метод используется в исследовательских целях, когда простое смешивание реагентов и инициация реакций происходят слишком медленно. Метод разработан в конце 50-х годов ХХ-го века John Keene в Манчестере и Jack W. Boag в Лондоне. Метод предусматривает облучение образца пучком ускоренных до высоких энергий электронов.

- Как альтернатива импульсному радиолизу используется фотолиз с инициацией эксимерным лазером.